# Brandon Browner
Brandon Browner (Sylmar, California, Estados Unidos, 2 de agosto de 1984) es un jugador profesional de fútbol americano de la National Football League que juega en el equipo New Orleans Saints, en la posición de Cornerback con el número 39.

## Carrera deportiva
Brandon Browner proviene de la Universidad Estatal de Oregón y fue elegido en el Draft de la NFL de 2011.
Ha jugado en los equipos New England Patriots, New Orleans Saints y Seattle Seahawks.

## Estadísticas generales
| Tackles | Intercepciones |
| 61      | 11             |